# Nakło (Częstochowa)
Pour les articles homonymes, voir Nakło.
Nakło est une localité polonaise de la gmina de Lelów, située dans le powiat de Częstochowa en voïvodie de Silésie.